# 扎魯佳 (茲博里夫市鎮)
扎魯佳（羅馬化：Zaruddia）是位於烏克蘭西部特諾皮爾州特諾皮爾區的村莊，處於西斯特雷帕河畔，始建於1570年，面積1.87平方公里，2001年人口403。